# M 96 (галактика)
M 96 (Messier 96, Мессье 96, NGC 3368, другие обозначения — UGC 5882, MCG 2-28-6, ZWG 66.13, IRAS10441+1205, PGC 32192) — галактика в созвездии Льва.
Этот объект входит в число перечисленных в оригинальной редакции Нового общего каталога (NGC).

## Общие сведения
Галактика открыта Пьером Мешеном (фр. Pierre Méchain) 20 марта 1781 года вместе с галактикой M 95. 24 марта 1781 года включена Шарлем Мессье (Charles Messier) в его каталог небесных объектов. Одна из первых открытых спиральных галактик (до 1850 года открыто всего 14). M 96 является самой яркой галактикой группы Leo I (называемой также группой M 96), в которую кроме неё входят галактики M 95, M 105 и ряд менее ярких галактик.
Расстояние до галактики по различным источникам оценивается от 31 до 41 млн св. год.
Наиболее яркая центральная часть имеет видимый угловой диаметр около 6' (около 60 000 св. лет), однако при большом увеличении у галактики наблюдается менее яркое внешнее кольцо диаметром около 9', что соответствует 90 000 св. лет.
Видимая звёздная величина +9,3 соответствует абсолютной звёздной величине −20,7.
Согласно атласу «J.D. Wray’s Color Atlas of Galaxies» внутренний диск галактики состоит из старых жёлтых звёзд, окружённых кольцом кластеров, состоящих из горячих голубых звёзд. Галактика содержит значительное количество пыли, которая сконцентрирована в северо-западной части снимка.
Согласно данным Вокулера (англ. G. de Vaucouleurs) галактика расположена под углом 35˚ к лучу зрения. Спиральные рукава замкнуты.
9 мая 1998 в галактике открыта сверхновая SN1998bu, которая в максимуме (19 мая 1998 года) достигла яркости +11,8.

## Расстояние до галактики
Н. Танвир, в 1990-х гг. занимавшийся изучением цефеид в галактике M 96, опубликовал на эту тему ряд статей. В 1995 году он даёт расстояние 41,4 ± 2,6 млн. св. лет, в 1999 году — 36,5 ± 3,2.
В статье Йенсена со ссылкой на статью Тонри 2001 года приводится цифра 31,4 ± 3,2 (m–M = 29,92 ± 0,22)
, измеренная методом флюктуаций поверхностой яркости.
Обращение к оригинальной статье Тонри вместо цифры 31,4 ± 3 обнаруживает, однако, цифру 33,8 ± 3,4 (m–M = 30,08 ± 0,26)
. В статье Фридмана 2001 года даётся два результата, полученные методом цефеид — 32,2 ± 0,9 (m–M = 29,97 ± 0,06, без коррекции металличности) и 34.3 ± 0.9 (m–M = 30.11 ± 0.06, с коррекцией металличности).
Во многих интернет-источниках указана цифра 38 млн св. лет, однако скорее всего это среднее расстояние до скопления галактик Leo I, опубликованное Н. Танвиром и приписанное галактике M 96.
Таким образом, ориентировочное расстояние до галактики — порядка 35 млн св. лет.